# Vallesa de la Guareña
Vallesa de la Guareña is een gemeente in de Spaanse provincie Zamora in de regio Castilië en León met een oppervlakte van 28,01 km². Vallesa de la Guareña telt 99 inwoners (1 januari 2016).

## Demografische ontwikkeling
Bron: INE, 1897-2011: volkstellingen
Opm.: Tussen 1857 en 1887 behoorde Vallesa de la Guareña tot de gemeente Olmo de la Guareña